# Список умерших в 1406 году

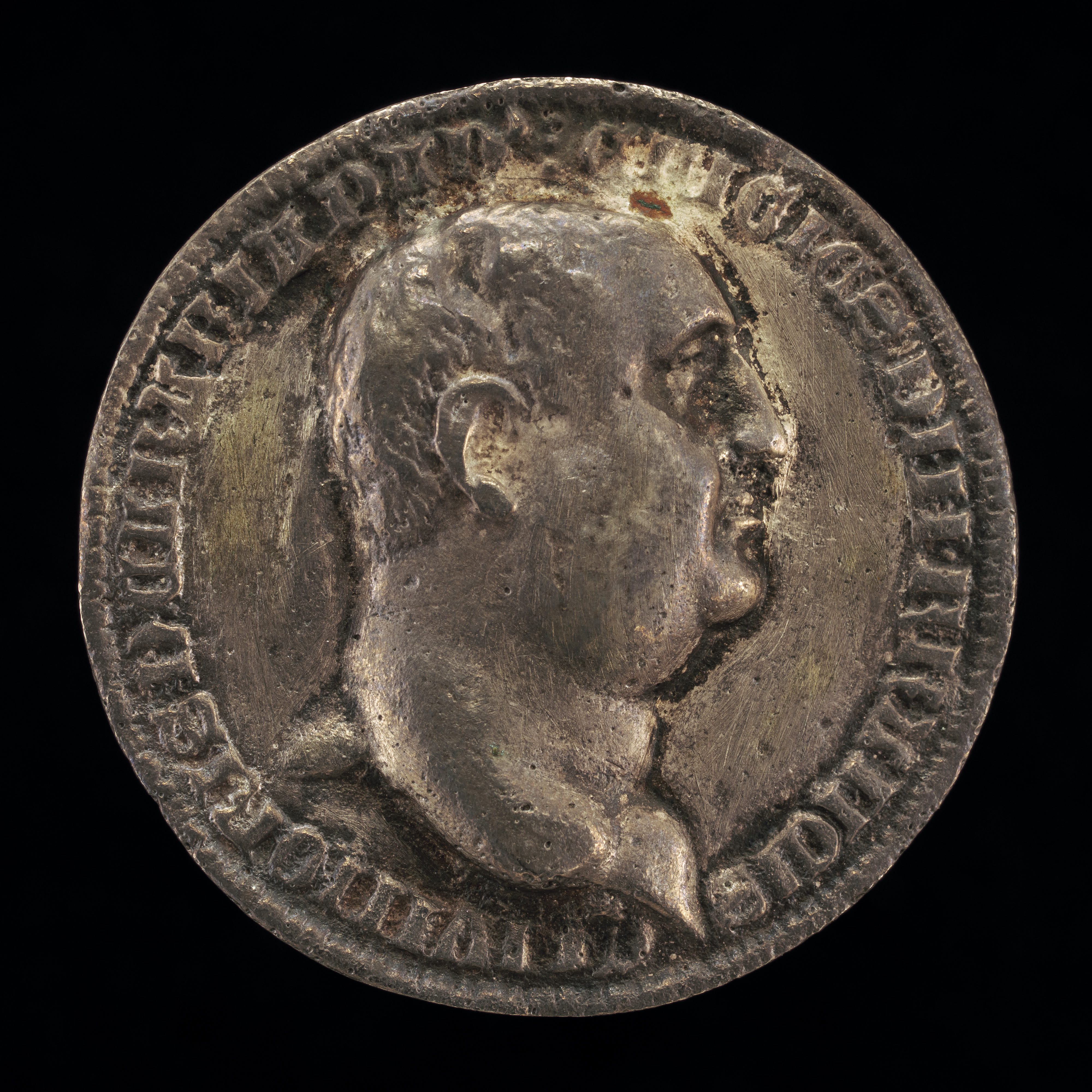
Франческо II да Каррара

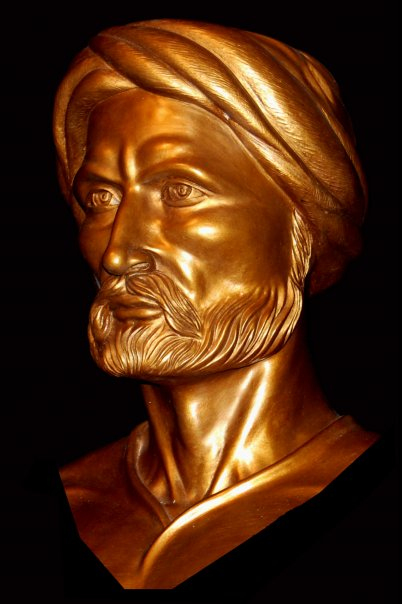
Ибн Хальдун

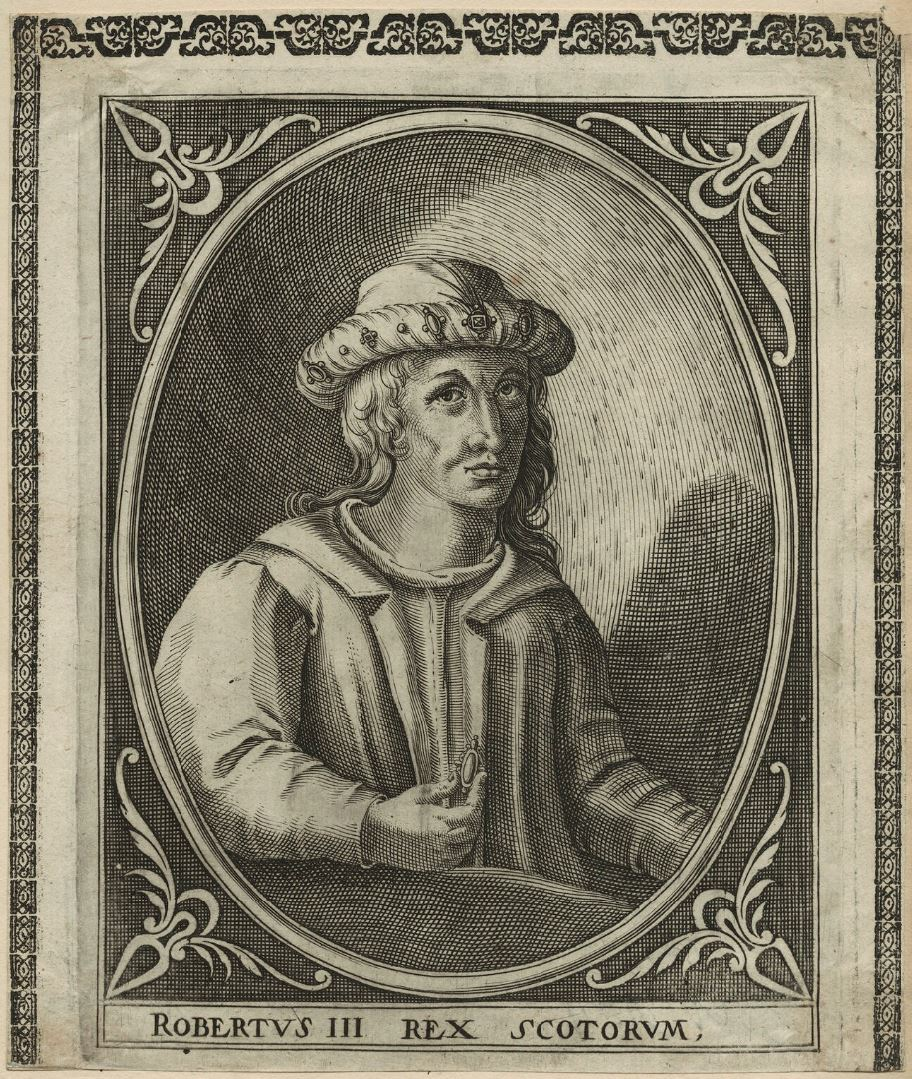
Роберт III

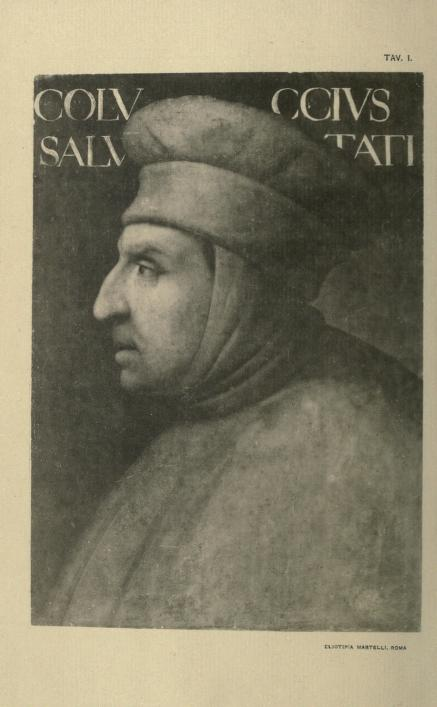
Колуччо Салутати

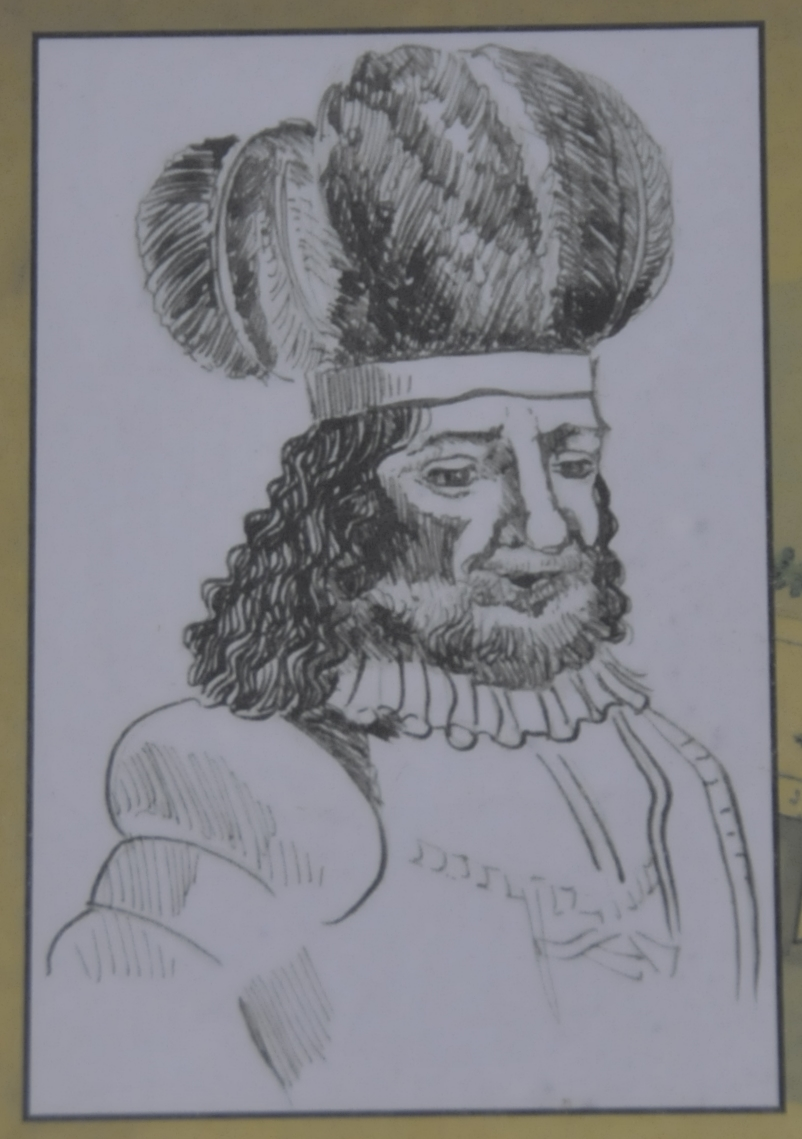
Балтазар

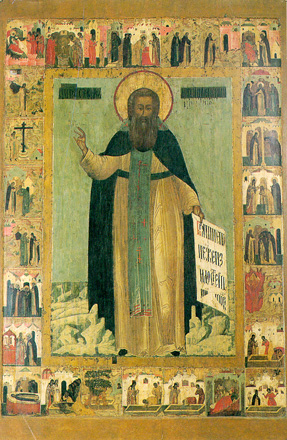
Стефан Махрищский

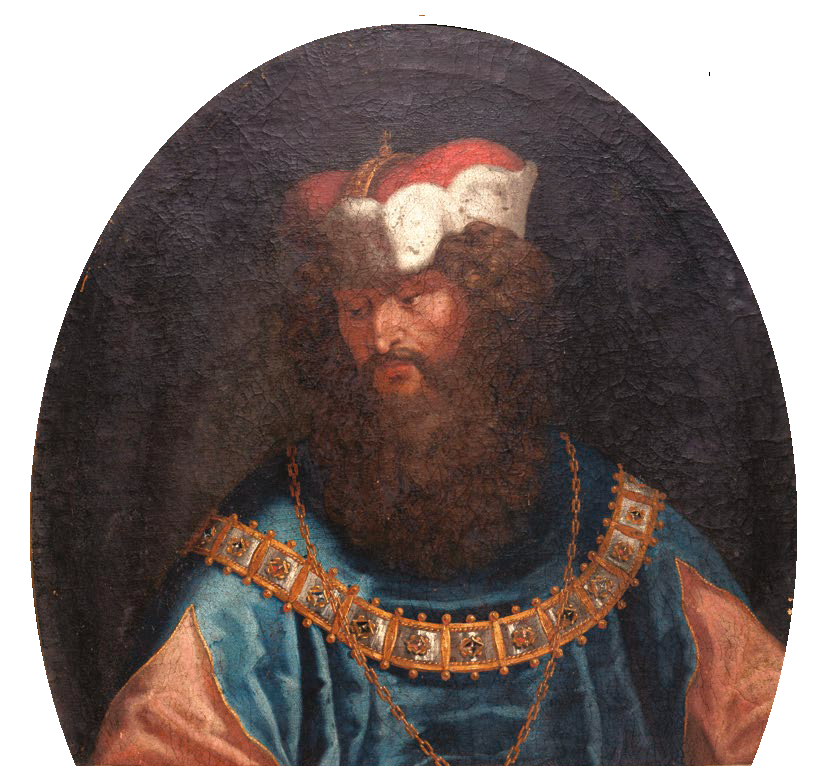
Вильгельм

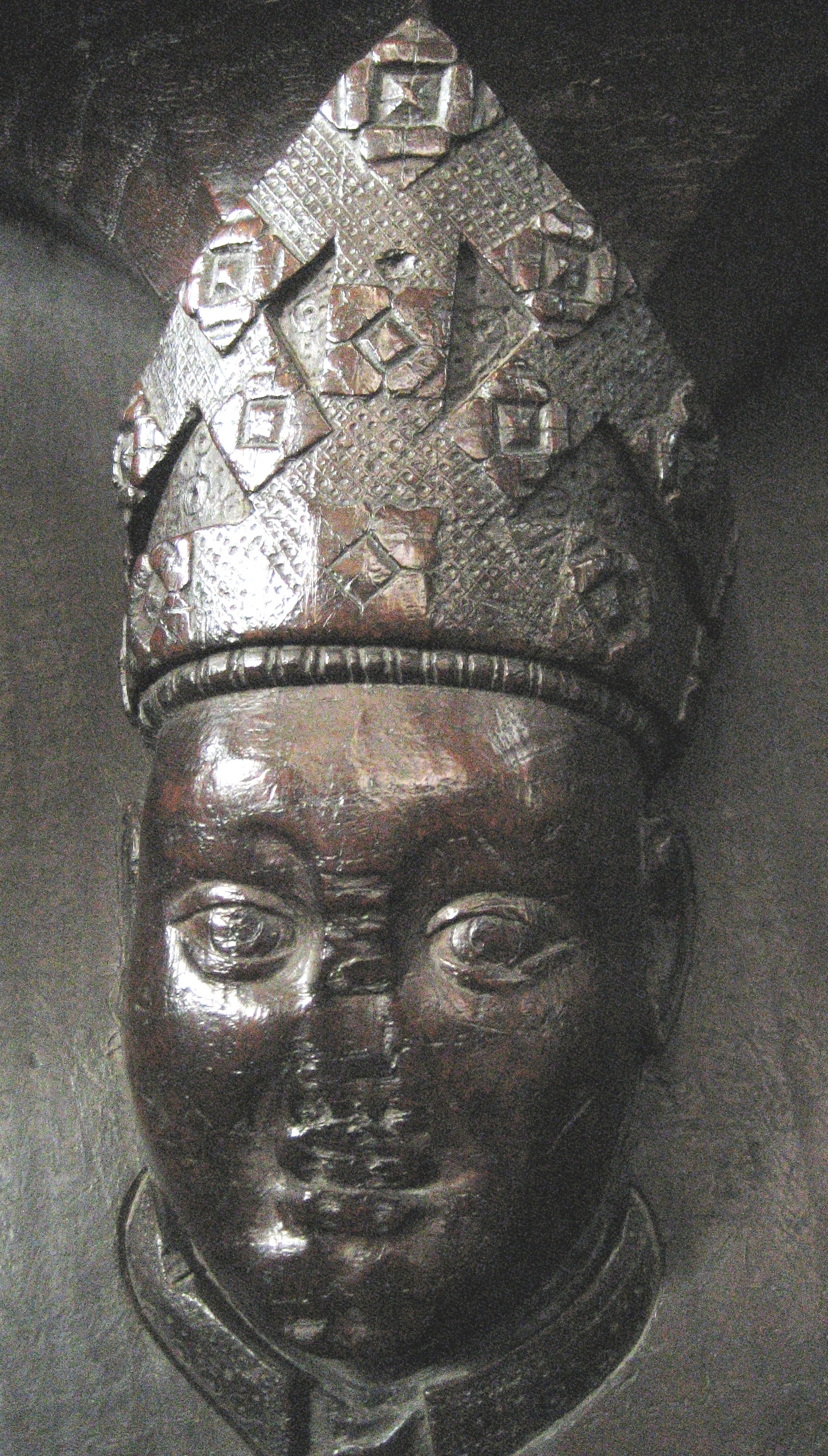
Генри ле Диспенсер

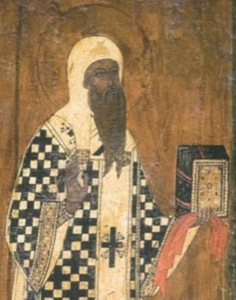
Киприан Киевский

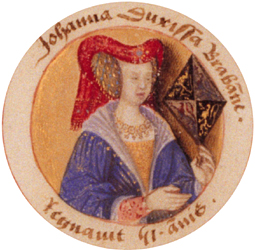
Жанна Брабантская

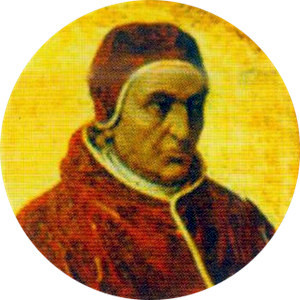
Иннокентий VII

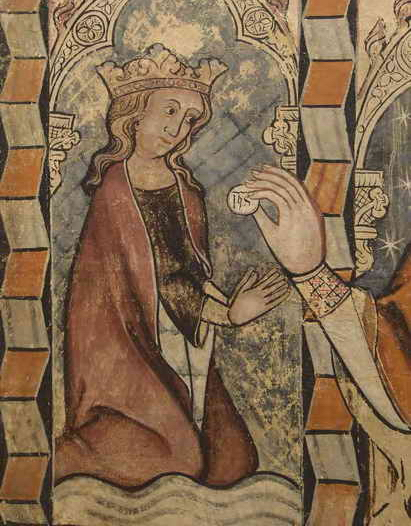
Сибилла де Фортия

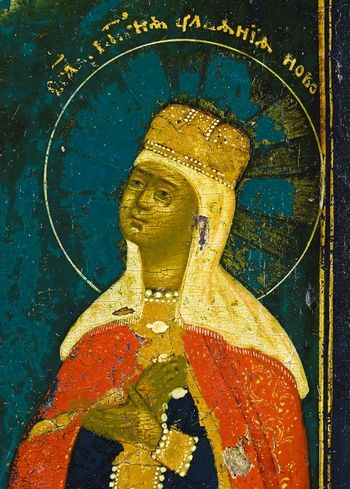
Иулиания Вяземская

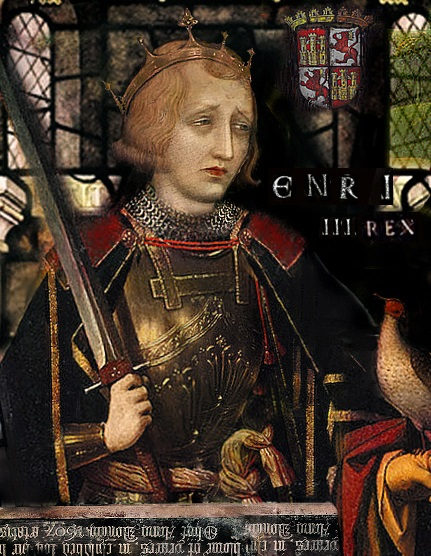
Энрике III

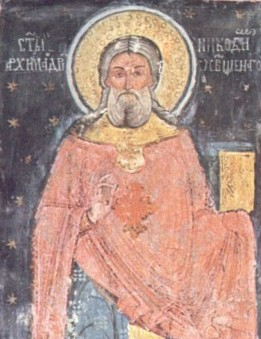
Никодим Тисманский

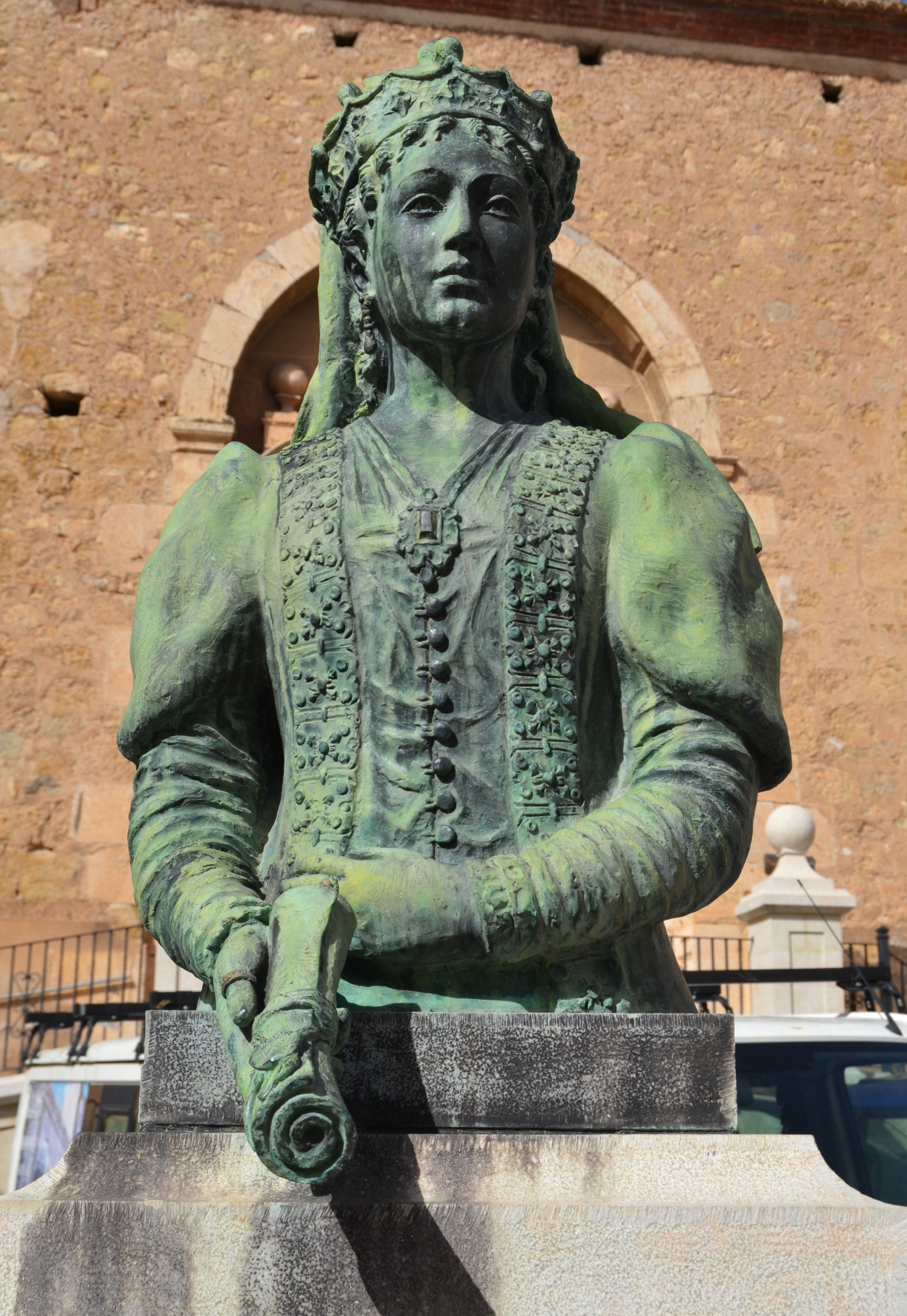
Мария де Луна

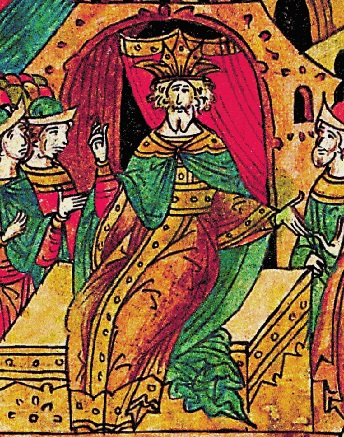
Тохтамыш

В этой статье представлен список известных людей, умерших в 1406 году.
См. также: Категория:Умершие в 1406 году

## Январь
- 1 января — Пшемыслав Младший Освенцимский — Князь Глогувский и Сцинавский (1404—1406, половина княжеств) и Освенцимский (1405—1406). Представитель цешинской линии Силезских Пястов.
- 16 января — Франческо II да Каррара (45) — последний сеньор Падуи (1390—1405), сеньор Вероны (1404—1405); убит (задушен) в венецианской тюрьме.
- 17 января — Раймондо дель Бальцо Орсини — граф Солето (1382), герцог Беневенто (1385—1401), князь Таранто (1393—1406), граф Лечче (1401—1406), герцог Бари, великий коннетабль Неаполитанского королевства, знаменосец Святой Римской церкви (1385), сеньор ди Отранто, Нардо, Удженто, Галлиполи, Ории, Остуни, Мартины-Франки и Триказе. Основатель города Саличе-Салентино.
- 25 января — Стефан Скруп — английский аристократ, 2-й барон Скруп из Месема (с 1391).

## Март
- 17 марта — Ибн Хальдун (73), арабский мусульманский философ, историк, социальный мыслитель.
- 24 марта — Уолтер Скирлоу, английский религиозный деятель и дипломат, епископ Дарема (1388–1408), Ковентри и Личфилда (1386) и Бата и Уэллса (1386–1388).

## Апрель
- 4 апреля — Роберт III, король Шотландии (с 1390) из династии Стюартов.

## Май
- 4 мая — Колуччо Салутати (75), один из родоначальников итальянского гуманизма эпохи Возрождения (Ренессанса), наряду с Леонардо да Винчи, Франческо Петраркой и др.
- 11 мая — Джон Дейнкур (24) — английский аристократ, 4-й барон Дейнкур второй креации (с 1384).
- 16 мая — Уолтер Фицуолтер (37) — английский аристократ, 5-й барон Фицуолтер (с 1386).
- 18 мая — Балтазар (69) — маркграф Мейсена (1349—1382), Ландграф Тюрингии (1349—1406)
- 21 мая — Роберт Харингтон — английский аристократ, 3-й барон Харингтон (с 1363).

## Июль
- 14 июля — Стефан Махрищский — преподобный Русской церкви, основатель Стефано-Махрищского монастыря
- 15 июля — Вильгельм (36), герцог Австрии совместно с Леопольдом IV  (оба из Леопольдинской линии династии Габсбургов) (1386—1396), граф Тироля (1386—1406), первый граф Внутренней Австрии (1396—1406).

## Август
- 23 августа — Генри ле Диспенсер — английский аристократ, епископ Нориджа (Норвича)[англ.] (с 1370), заслуживший репутацию «воинственного прелата».

## Сентябрь
- 16 сентября — Киприан Киевский, митрополит Киевский и всея Руси (1389—1406). Почитается в Русской православной церкви в лике святителей.
- 20 сентября — Аль-Мансур Абд аль-Азиз — мамлюкский султан Египта из династии Бурджитов (1405—1406)

## Ноябрь
- 1 ноября — Жанна Брабантская (84) — герцогиня Брабанта и Лимбурга (с 1355), графиня-консорт Эно (Геннегау, Голландии и Зеландии (1334—1345), как жена Вильгельма II де Эно, герцогиня-консорт Люксембурга (1352—1383), как жена Венцеля I.
- 6 ноября — Иннокентий VII, папа римский (1404—1406).
- 24 ноября — Сибилла де Фортия — арагонская аристократка из рода Фортия[кат.], дочь Бернегуэра, барона де Фортия. В замужестве первым браком баронесса де Фосес, вторым браком — королева-консорт Арагонская, Валенсийская, Майоркская, Сардинская и Корсиканская, герцогиня Афинская и Неопатрийская, графиня-консорт Барселонская, Руссильонская, Серданьская и Ампурьясская.

## Декабрь
- 18 декабря — Чандарлы Али-паша — великий визирь Османской империи при султанах Мураде I, Баязиде I и Сулеймане Челеби (1387—1406).
- 21 декабря: 
  - Иулиания Вяземская, супруга князя Симеона Мстиславича Вяземского, дочь боярина Максима Данилова, святая Русской Православной Церкви; убита смоленским князем Юрием Святославичем;
  - Семён Мстиславич — последний князь вяземский (1403 —1406) и Князь новоторжский (1406), местночтимый смоленский святой; убит смоленским князем Юрием Святославичем.
- 25 декабря — Энрике III Кастильский (27), король Кастилии и Леона (с 1390).
- 26 декабря — Никодим Тисманский — болгарский православный святой, преподобный, покровитель округов Поморавье и Валахия.
- 29 декабря — Мария де Луна — арагонская аристократка из дома Луна[исп.], дочь графа Лопе де Луна. В своём праве графиня Луна и сеньора Сегорбе (с 1360). Жена короля Мартина I; в замужестве — королева—консорт Арагона, Валенсии, Мальорки, Сардинии и Корсики, графиня-консорт Барселоны и Ампурьяса (1396—1406).

## Дата неизвестна или требует уточнения
- Альдобрандино да Полента — сеньор Равенны (1389—1406) из гвельфского рода да Полента.
- Анна Комнина, вторая жена царя Баграта V, в замужестве царица Грузии (1367—1393).
- Эсташ Дешан — французский поэт, возможно умер в 1407 году.
- Константин Дмитриевич Шея — костромской землевладелец, боярин при великом князе Дмитрии Ивановиче Донском и его сыне великом князе Василии I Дмитриевиче.
- Федерико да Пагана — Дож Генуи (1383).
- Клаус Слютер — выдающийся скульптор Северного Возрождения, бургундской школы, главный архитектор бургундского двора (с 1389), придворный художник герцога Филиппа II Смелого, один из основоположников «северного реализма».
- Тохтамыш — хан Золотой Орды (1380—1395), хан Тюменского ханства (1396—1406).
- Фолкмар Аллена — влиятельный восточнофризский хофтлинг (вождь) XIV века. Центром его владений был Остерхузен[нем.].